# Ахей з Еретрії
Ахей з Еретрії (дав.-гр. Ἀχαιός ὁ Ἐρετριεύς; народився 484 р. до н. е. на о. Евбея) — давньогрецький драматург, автор трагедій і сатиричних п'єс. За різними даними, він написав 24, 30 або 44 п'єси, з яких відомо 19 назв: Адраст, Етон, Алкмеон, Алфесібея, Атла, Азан, Кікн ., Евменіди, Гефест, Ірис, Лін, Мойри (Долі), Мом, Едіп, Омфал, Філоктет, Фрікс, Піріф і Тесей. Ахей з Еретрії вважався в античності другим найбільшим автором сатиричних п'єс після Есхіла.
Перша п'єса Ахея була поставлена в 447 році і здобула нагороду. Цитата з «Жаб» Арістофана свідчить про те, що він помер у 405 році. Деякі філологи-класицисти припускають: те, що він виграв лише одну премію, було пов'язано з його неафінським походженням, оскільки афіняни не хотіли вшановувати когось іншого, крім своїх власних співгромадян.
Ахей з Еретрії є представником класичної епохи, але не визнаний класичним авторм. Його сатиричні п'єси викликали велике захоплення за їхній жвавий стиль, хоча й дещо важкуватий і позбавлений ясності. Філософ Менедем вважав, що його п'єси поступаються лише Есхілові, він був частиною александрійського канону, і Дідім написав до нього коментар. Афіней (10.451c) описує його як автора з чітким стилем, але з тенденціями до неясності. Афіней також стверджував, що Евріпід взяв рядок з Ахея, тоді як Арістофан цитує його двічі, в «Жабах» і «Осах».
Його творчість збереглася лише у фрагментах.